# A255-ös autópálya (Németország)
Az A255-ös autópálya (németül: Bundesautobahn 255) egy autópálya Németországban. Hossza 2 km.